# Alfred Åslin
Olof Alfred Åslin (i riksdagen kallad Åslin i Holm), född 23 december 1882 i Holm, död där 22 december 1966, var en svensk lantbrukare och riksdagsledamot (folkpartist).
Alfred Åslin, som kom från en bondesläkt, var lantbrukare i byn Anundgård i Holm där han också hade ledande kommunala uppdrag.
Han var riksdagsledamot i andra kammaren för Västernorrlands läns valkrets 1944 och var då bland annat suppleant i andra kammarens tredje tillfälliga utskott.